# Ванфрид
Ванфрид (нем. Wanfried) — город в Германии, в земле Гессен. Подчинён административному округу Кассель. Входит в состав района Верра-Майснер.  Население составляет 4204 человека (на 31 декабря 2010 года). Занимает площадь 46,9 км². Официальный код — 06 6 36 013.
Город подразделяется на 5 городских районов.